# Grimpa-soques gorjagroc
El grimpa-soques gorjagroc (Xiphorhynchus guttatus) és una espècie d'ocell de la família dels furnàrids (Furnariidae).	

## Hàbitat i distribució
Habita la selva humida, boscos i manglars a les terres baixes del vessant del Carib de l'est de Guatemala, Hondures i Nicaragua, ambdues vessants de Costa Rica i Panamà i des del nord, centre i est de Colòmbia, Veneçuela i Guaiana, cap al sud, per l'est dels Andes, a través de l'est de l'Equador i del Perú fins al nord i est de Bolívia i l'Amazònia i l'est del Brasil. També a l nord-est de Veneçuela, Trinitat i Tobago.